# Депо (зупинний пункт, Запоріжжя)
Депо́ — колишній зупинний пункт Запорізької дирекції Придніпровської залізниці на електрифікованій лінії Запоріжжя I — Федорівка між станцією Запоріжжя I (3,4 км) та зупинним пунктом Балабине (2,5 км). Розташований у південно-східній частині Комунарського району міста Запоріжжя.

## Історія
Депо було пунктом обороту (офіційно — оборотним депо) та відстою приміських електропоїздів Мелітопольського напрямку. Колійний розвиток представлений двома магістральними та понад десятьма відстійними коліями. Існує будівля, де знаходилося керівництво станції та коротка посадкова платформа для прийому одного вагону електропоїзда, яка використовувалася для працівників залізниці.

## Пасажирське сполучення
У розкладах руху зупинний пункт Депо нині не значиться, а всі без винятку електропоїзди Мелітопольського напрямку посадку та висадку пасажирів не здійснюють.
Поруч розташована зупинка автобусних маршрутів № 1, 201, 202 та 384.